# Dansk bibliotekshistorisk Selskab
Dansk bibliotekshistorisk Selskab blev oprettet i 1982. Selskabets formål er at udbrede kendskab til og interesse for bibliotekshistorie med særligt henblik på danske forhold; at fremme bibliotekshistorisk forskning samt at tilskynde til indsamling og bevaring af bibliotekshistorisk materiale.
Selskabet arrangerer foredrag, besøg og studieture ”bag murene” på institutioner og biblioteker i Danmark og i udlandet. Selskabet udgiver årsskriftet Bibliotekshistorie samt medlemsbladet Bib-Hist, som udkommer digitalt.

## Priser
Selskabet uddeler Werlauff-prisen. Den kan tildeles for et nyligt offentliggjort arbejde af høj kvalitet, som falder inden for Selskabets formålsparagraf.
På baggrund af en prisopgave udgav selskabet i 2009 en bog af Carl Gustav Johannsen: Firmabiblioteker i Danmark 1945-2007. Selskabets publikationslegat har desuden ydet støtte flere bibliotekshistoriske udgivelser.